# Microrégion d'Afonso Cláudio
La microrégion d'Afonso Cláudio est l'une des quatre microrégions qui subdivisent le centre de l'État de l'Espírito Santo au Brésil.
Elle comporte 7 municipalités qui regroupaient 136 407 habitants en 2006 pour une superficie totale de 3 818 km².

## Municipalités[1]
- Afonso Cláudio
- Brejetuba
- Conceição do Castelo
- Domingos Martins
- Laranja da Terra
- Marechal Floriano
- Venda Nova do Imigrante